# Materpiscis
 Materpiscis  („Mutterfisch“) ist eine Gattung der ausgestorbenen Placodermi aus dem Oberdevon (vor 380 bis 375 Mio. Jahren) von Australien.

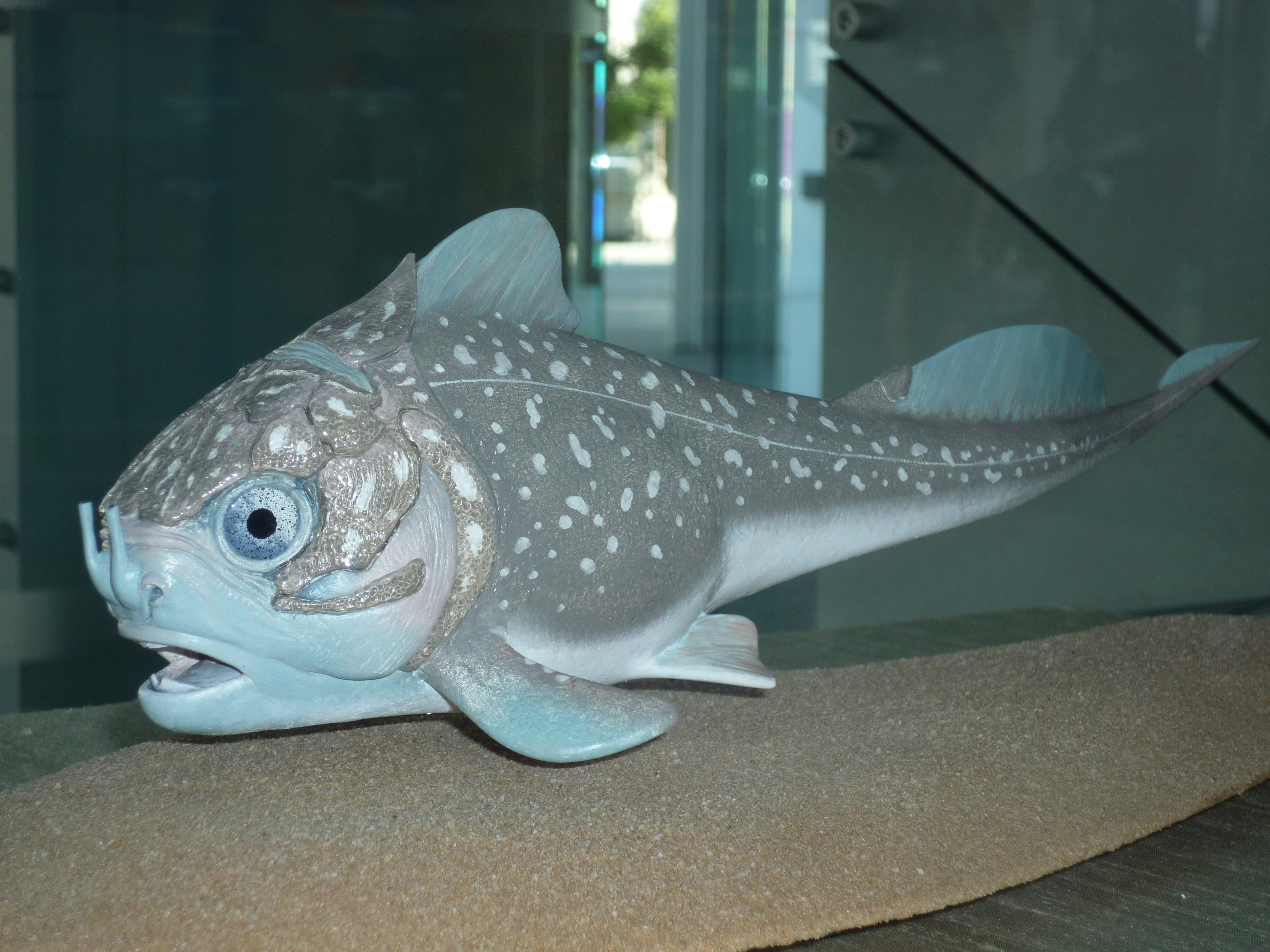
Modell von Materpiscis

Die Typusart M. attenboroughi wurde zu Ehren des britischen Tierfilmers David Attenborough benannt und zugleich mit der Gattung 2008 erstmals wissenschaftlich beschrieben. Der Holotypus, das der Beschreibung zugrunde liegende Typusexemplar, stammt aus der australischen Gogo-Formation und wird auf ein Alter von 380 bis 375 Millionen Jahren geschätzt. Das Fossil wird unter der Archivnummer WAM 07.12.1 im Western Australian Museum in Perth verwahrt.

Holotypus mit Embryoknochen (grün), Nabelschnur (rot) und Dottersack (gelb)

Zum Holotypus gehören auch die Überreste eines Embryos, der etwa ein Viertel der Länge des etwa 25 Zentimeter großen Muttertieres erreichte und durch eine Nabelschnur mit ihm verbunden war. Materpiscis attenboroughi zeigt damit den ältesten Nachweis für Viviparie (Lebendgebären).
Ein weiterer devonischer Panzerfisch, Austroptyctodus gardineri, der zuvor in der gleichen Gesteinsformation gefunden worden war, enthält die Überreste von drei kleineren Fischen. Nach dem Fund von Materpiscis attenboroughi wurde der Fund als ein weiterer Beleg für Viviparie gedeutet.